# Mount Peacock
Der Mount Peacock ist ein 3210 m hoher Berggipfel im ostantarktischen Viktorialand. Der Berg ragt 2,7 km südwestlich des Mount Herschel zwischen diesem Berg und Mount Humphrey Lloyd unmittelbar am Kopfende des Kelly-Gletschers in den Admiralitätsbergen auf.
Der britische Polarforscher James Clark Ross entdeckte ihn am 15. Februar 1841 bei seiner Antarktisexpedition (1839–1843). Ross benannte den Berg nach dem britischen Mathematiker George Peacock (1791–1858), einem Mitglied der British Association for the Advancement of Science, auf deren Betreiben hin Ross’ Expedition durch die britische Regierung genehmigt worden war.